# Au/Ra
Au/Ra is de artiestennaam van Jamie Lou Stenzel (Ibiza, 15 mei 2002), een Duits-Spaanse zangeres. Ze zingt singer/songwriter-pop gebaseerd op dance-invloeden en is ook actief in de dancescene door verschillende gastbijdragen. Ze is vooral bekend van bijdragen aan hits als Panic Room en Darkside. Ze werkte voor producers zoals Don Diablo, CamelPhat, Pete Tong en Alan Walker.

## Geschiedenis
Jamie Lou werd in 2002 geboren als dochter van de Duitse danceproducer Torsten Stenzel en zangeres Angela Fuller. Ze wonen op Ibiza wanneer ze wordt geboren. Als ze vijf is verhuizen ze naar Antigua. Hoewel vader haar liever advocaat ziet worden begint ze als tiener met zingen. Ze is veertien als ze de track Concrete Jungle opneemt, die via internet 15 miljoen keer wordt gestreamed. Er verschijnen daarna nog enkele singles en ep's. Meer bekendheid krijgt ze als de Britse houseproducers van CamelPhat met haar de single Panic Room opnemen. Deze single, die geschreven is over een moelijke periode op school, wordt een hit in meerdere landen. Met haar succes verlegt ze haar werkterrein naar Londen. Ze komt ook onder de aandacht van Pinkpop, waar ze in 2019 optreedt en een akoestische versie van Panic Room speelt. Daarna volgen Ghost en Darkside met Alan Walker. Met die laatste maken ze een internationale hit. Daarna volgen I Miss U met Jax Jones en doet ze ook een bijdrage aan het album Forever van Don Diablo. Ook doet ze een bijdrage aan haar vaders band York op de track Golden Hour. Ze zingt ook Alright voor het project Chilled Classics van Pete Tong en het The Heritage Orchestra.

## Discografie
| Single met eventuele hitnotering(en) in de Nederlandse Top 40 | Datum van verschijnen | Datum van binnenkomst | Hoogste positie | Aantal weken | Opmerkingen                      |
| ------------------------------------------------------------- | --------------------- | --------------------- | --------------- | ------------ | -------------------------------- |
| Panic Room                                                    |                       | 16-06-2018            | tip4            | -            | met CamelPhat                    |
| Darkside                                                      |                       | 18-08-2018            | 8               | 23           | met Tomine Harket en Alan Walker |

- MusicBrainz: 87df4c21-1235-491e-b63e-e2f4d9ffd59a
- Virtual International Authority File: 28163706525229420223